# ثنائي كلوريد الفانادوسين
ثنائي كلوريد الفانادوسين هو مركب فاناديوم عضوي صيغته الكيميائية C10H10Cl2V ويرمز له Cp2VCl2، ويوجد على هيئة صلب أخضر اللون.

## التحضير
يحضر المركب من تفاعل كلوريد الفاناديوم الرباعي (رباعي كلوريد الفاناديوم) مع حلقي بنتاديينيد الصوديوم في وسط من رباعي هيدرو الفوران (THF):
{\displaystyle \mathrm {VCl_{4}+\ 2\ Na(C_{5}H_{5})\ {\xrightarrow[{}]{THF}}\ VCl_{2}(C_{5}H_{5})_{2}+\ 2\ NaCl} }
من أجل عمليات التنقية يستخلص المركب باستخدام الكلوروفورم وحمض الهيدروكلوريك، ثم تجرى عملية إعادة تبلور في وسط من التولوين.

## الخواص
يوجد المركب في الشروط القياسية على هيئة بلورات خضراء؛ وهو حساس تحاه الرطوبة والماء، إذ يتفكك ويطلق غاز كلوريد الهيدروجين.
ينتمي المركب إلى الميتالوسينات، وهو يتألف بنيوياً من ذرة فاناديوم مركزية مرتبطة إلى ربيطتين من أنيون حلقي البنتاديينيل (وحدة فانادوسين) وربيطتين من الكلوريد؛ وهو يشابه مركب ثنائي كلوريد التيتانوسين.

## الاستخدامات
يستخدم المركب كاشفاً كيميائياً في تفاعلات الاصطناع العضوية.